# Horta de Lleida
L'Horta de Lleida és l'espai que envolta la ciutat homònima i que forma part del seu terme municipal. Així com la ciutat s'estructura en barris, l'Horta ho fa en partides.
És una àrea que abraça l'extensió de territori que es troba a uns cinc quilòmetres a la rodona de la ciutat de Lleida, envoltant-la. Aquesta zona ha estat tradicionalment de regadiu, i s'hi ha practicat sempre una agricultura molt intensificada.
L'Horta es caracteritza per ser un espai intensament aprofitat, amb una densitat de població òbviament més baixa que a la ciutat, però superior a la resta del Pla. A diferència d'altres zones a on es practica l'agricultura periurbana, no es dedica a l'horticultura, sinó que la fruita dolça és la que la caracteritza, encara que hi pugui haver altres conreus molt minoritaris.
És un espai regat per canals: El Canal de Pinyana i el Canal de Catalunya i Aragó amb les seves séquies abasteixen les terres situades al marge dret del Riu Segre, i el Canal d'Urgell amb les antigues séquies de Fontanet i Torres, juntament amb altres més modernes com la de La Femosa ho fan l'esquerre.

## Hàbitat característic[3]
Els habitatges típics de l'horta són les Torres: Un tipus de construcció rústica feta fins a mitjans del Segle XX amb materials que es trobaven a la zona (tova, palla, canyes de riu...); i posteriorment amb materials moderns.
D'origen romà i d'història molt antiga, sorgiren de la necessitat de protecció que tenien els repobladors després de l'expulsió dels àrabs. Així, el mot Torre aplicat a aquest tipus d'habitatge prové efectivament de les torres de defensa bastides per protegir el territori, al voltant de les quals es desenvolupaven activitats agràries. El pas del temps i la pacificació de la zona motivaren a poc a poc l'evolució cap a una construcció menys defensiva i més funcional. Actualment, aquests habitatges inclouen tant les dependències domèstiques com magatzems, corralines, estables, graners o altres elements necessaris per a l'activitat agrícola o ramadera.